# Larry David
Larry David (født 2. juli 1947 i New York) er en amerikansk komiker, skuespiller, manuskriptforfatter og instruktør. Han er mest kendt for tv-serien Seinfeld (1989-1998), hvor han arbejdede som manuskript-forfatter sammen med Jerry Seinfeld til og med sæson 7. Desuden er karakteren George Costanza baseret på ham, mens karakteren Cosmo Kramer afspejler Larry Davids entusiasme for golf.
Larry David har også lavet tv-serien Curb Your Enthusiasm (2000-), hvor han spiller hovedrollen som sig selv. Den danske tv-serie Klovn er stærkt inspireret af serien.